# Table des caractères Unicode/U11100
Cette page contient des caractères spéciaux ou non latins. S’ils s’affichent mal (▯, ?, etc.), consultez la page d’aide Unicode.
Table des caractères Unicode U+11100 à U+1114F.

## Chakma (ou changma, ojhapath)(Unicode 6.1 à 13.0)
Caractères utilisés pour l’écriture avec l’alphasyllabaire (ou abugida) chakma (ou ojhapath).
Les caractères U+11100 à U+11102, U+11127 à U+1112B, U+1112D à U+11134, U+11145 et U+11146 sont des signes diacritiques qui se combinent au dessus ou en dessous de la consonne de base après laquelle ils sont encodés. Ils sont affichés ici affichés ici combinés avec la lettre chakma ka U+11107 (𑄇) à des fins de lisibilités. Le signe voyelle diacritique é U+1112C doit apparaître à gauche de la lettre de base après lequel il est encodé et se combine.
Le signe diacritique chakma virâma U+11133 s’utilise pour former des ligatures de consonnes, mais il est affiché avec un glyphe arbitraire s’il n’est pas codé entre deux consonnes chakma ; il se distingue du diacritique chakma mâyyâ U+11134 (autre signe virâma « tueur » mais qui s’utilise séparément comme une marque de gémination de la consonne de base et qui peut se présenter avec les autres diacritiques voyelles).

### Table des caractères
| en fr   | 0 | 1 | 2 | 3 | 4 | 5 | 6 | 7 | 8 | 9 | A | B | C | D | E | F |
| ------- | - | - | - | - | - | - | - | - | - | - | - | - | - | - | - | - |
| U+11100 | 𑄇𑄀 | 𑄇𑄁 | 𑄇𑄂 | 𑄃 | 𑄄 | 𑄅 | 𑄆 | 𑄇 | 𑄈 | 𑄉 | 𑄊 | 𑄋 | 𑄌 | 𑄍 | 𑄎 | 𑄏 |
| U+11110 | 𑄐 | 𑄑 | 𑄒 | 𑄓 | 𑄔 | 𑄕 | 𑄖 | 𑄗 | 𑄘 | 𑄙 | 𑄚 | 𑄛 | 𑄜 | 𑄝 | 𑄞 | 𑄟 |
| U+11120 | 𑄠 | 𑄡 | 𑄢 | 𑄣 | 𑄤 | 𑄥 | 𑄦 | 𑄇𑄧 | 𑄇𑄨 | 𑄇𑄩 | 𑄇𑄪 | 𑄇𑄫 | 𑄇𑄬 | 𑄇𑄭 | 𑄇𑄮 | 𑄇𑄯 |
| U+11130 | 𑄇𑄰 | 𑄇𑄱 | 𑄇𑄲 | 𑄇𑄳 | 𑄇𑄴 |   | 𑄶 | 𑄷 | 𑄸 | 𑄹 | 𑄺 | 𑄻 | 𑄼 | 𑄽 | 𑄾 | 𑄿 |
| U+11140 | 𑅀 | 𑅁 | 𑅂 | 𑅃 | 𑅄 | 𑄇𑅅 | 𑄇𑅆 | 𑅇 |   |   |   |   |   |   |   |   |

### Historique

#### Version initiale Unicode 6.1
| v · d · m | 0 | 1 | 2 | 3 | 4 | 5 | 6 | 7 | 8 | 9 | A | B | C | D | E | F |
| --------- | - | - | - | - | - | - | - | - | - | - | - | - | - | - | - | - |
| U+11100   | 𑄇𑄀 | 𑄇𑄁 | 𑄇𑄂 | 𑄃 | 𑄄 | 𑄅 | 𑄆 | 𑄇 | 𑄈 | 𑄉 | 𑄊 | 𑄋 | 𑄌 | 𑄍 | 𑄎 | 𑄏 |
| U+11110   | 𑄐 | 𑄑 | 𑄒 | 𑄓 | 𑄔 | 𑄕 | 𑄖 | 𑄗 | 𑄘 | 𑄙 | 𑄚 | 𑄛 | 𑄜 | 𑄝 | 𑄞 | 𑄟 |
| U+11120   | 𑄠 | 𑄡 | 𑄢 | 𑄣 | 𑄤 | 𑄥 | 𑄦 | 𑄇𑄧 | 𑄇𑄨 | 𑄇𑄩 | 𑄇𑄪 | 𑄇𑄫 | 𑄇𑄬 | 𑄇𑄭 | 𑄇𑄮 | 𑄇𑄯 |
| U+11130   | 𑄇𑄰 | 𑄇𑄱 | 𑄇𑄲 | 𑄇𑄳 | 𑄇𑄴 |   | 𑄶 | 𑄷 | 𑄸 | 𑄹 | 𑄺 | 𑄻 | 𑄼 | 𑄽 | 𑄾 | 𑄿 |
| U+11140   | 𑅀 | 𑅁 | 𑅂 | 𑅃 |   |   |   |   |   |   |   |   |   |   |   |   |

#### Compléments Unicode 11.0
| v · d · m | 0 | 1 | 2 | 3 | 4 | 5 | 6 | 7 | 8 | 9 | A | B | C | D | E | F |
| --------- | - | - | - | - | - | - | - | - | - | - | - | - | - | - | - | - |
| U+11140   |   |   |   |   | 𑅄 | 𑄇𑅅 | 𑄇𑅆 |   |   |   |   |   |   |   |   |   |

#### Compléments Unicode 13.0
| v · d · m | 0 | 1 | 2 | 3 | 4 | 5 | 6 | 7 | 8 | 9 | A | B | C | D | E | F |
| --------- | - | - | - | - | - | - | - | - | - | - | - | - | - | - | - | - |
| U+11140   |   |   |   |   |   |   |   | 𑅇 |   |   |   |   |   |   |   |   |